# رامون فرناندز
رامون ماريا غابرييل أديوداتو فرناندز (بالفرنسية: Ramon Fernandez)‏ ولد في 18 مارس 1894 بباريس وتوفى في 3 أغسطس 1944 بباريس. وهو كاتب وصحفي وناقد فرنسي على الحرب العالمية الثانية، وهو من أصل مكسيكي وناشط شيوعي. حصل على جائزة فيمينا الأدبية عام 1932.